# Luis Enríquez de Guzmán
Luis Enríquez de Guzmán, chiamato a volte Henríquez, nono conte di Alba de Liste e marchese di Villaflor (1605 circa – 12 marzo 1667), fu viceré della Nuova Spagna dal 28 giugno 1650 al 14 agosto 1653, e viceré del Perù dal 24 febbraio 1655 al 31 dicembre 1661.

## In Spagna
Luis Enríquez de Guzmán fu il nono conte di Alba de Liste. Era tenente ed ufficiale di polizia a Zamora, e sindaco di Sacas. Occupò anche altri incarichi governativi, diventando cavaliere dell'ordine di Calatrava.

## In Nuova Spagna
Fu nominato viceré della Nuova Spagna il 28 maggio 1648 da re Filippo IV di Spagna. Giunse a Chapultepec, nei pressi di Città del Messico, il 27 giugno 1650, ed il giorno successivo ricevette l'incarico dalla Audiencia. Il suo governo iniziò però il 3 luglio, quando fece l'ingresso formale a Città del Messico.
Tra i suoi principali risultati come viceré ci fu la riforma del tesoro della colonia. Tolse il compito di raccogliere le tasse agli ufficiali reali, istituendo due tribunali speciali. Questo portò ad un deciso aumento del gettito fiscale, buona parte del quale fu mandato in Spagna per risanare le casse di Filippo IV.

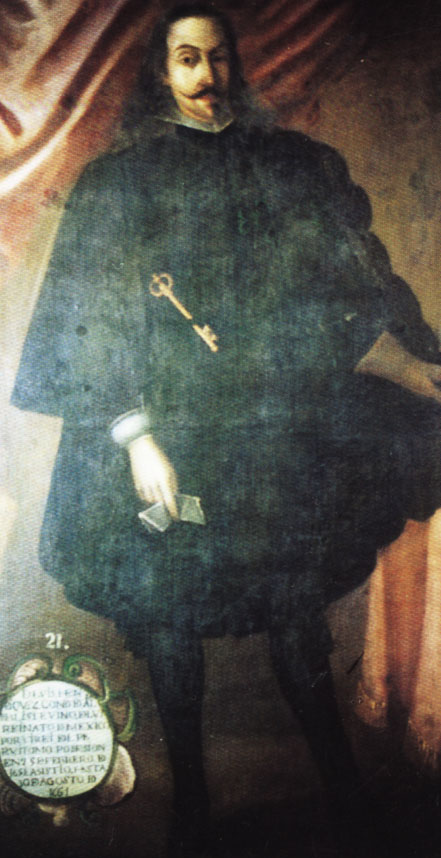
Luis Enríquez de Guzmán

Un duro scontro scoppiò tra Juan de Palafox y Mendoza, vescovo di Puebla, e l'Audiencia, riguardo alla possibilità del vescovo di mostrare un emblema del suo ufficio sulla facciata della cattedrale di Puebla. Un grande incendio scoppiò nel Palazzo di Cortés. E la leggendaria Monja Alférez morì a Veracruz.
Gli indiani Tarahumara fecero partire sulle montagne di Chihuahua una rivolta che durò molti anni. Uccisero molti frati francescani, un gesuita ed alcuni soldati. Saccheggiarono e rasero al suolo alcuni villaggi spagnoli. Il viceré ordinò al governatore di Durango di creare un presidio a Papigóchic, ed inviò truppe che avrebbero affrontato i rivoltosi. I ribelli distrussero il forte continuando il saccheggio. Alla fine gli spagnoli catturarono il capo dei ribelli, Teporaca, che fu impiccato ad un albero. Morì "maledendo gli spagnoli ed i suoi compagni vigliacchi, che si erano arresi". Dopo questo fatto la rivolta fu sedata.
Nel 1651 e 1652 ci fu una carestia nello Yucatán. Gli indiani nascosero agli spagnoli le loro sementi, ma senza successo. Anche loro patirono una fame terribile.

## In Perù
Come ricompensa per la grande quantità di denaro spedito in Spagna, il 22 febbraio 1653 fu nominato viceré del Perù. Per chiudere gli affari in Nuova Spagna rimandò la partenza fino ad agosto. Assunse il governo del Perù il 24 febbraio 1655, e rimase in carica fino al 31 dicembre 1661.
Nel 1657 fondò l'Accademia Navale della colonia, e l'ospedale di Espiritu Santo a Lima.
Per breve tempo ci fu una zecca a Lima, con il permesso del re, a partire dal 1565, ma fu presto chiusa. A causa della scarsità di monete, Enríquez de Guzmán ordinò di riaprirla, ma senza l'autorità reale necessaria. Coniò monete da 1/4, 1/2, 1, 2, 4 e 8 reali e 8 scudi dall'11 dicembre 1658 all'aprile del 1660. Queste monete divennero famose col nomignolo di Estrellas de Lima (Stelle di Lima). Solo pochi esemplari sono giunti ai giorni nostri.